# Hibiscus aethiopicus
Hibiscus aethiopicus är en malvaväxtart som beskrevs av Carl von Linné. Hibiscus aethiopicus ingår i Hibiskussläktet som ingår i familjen malvaväxter.

## Underarter
Arten delas in i följande underarter:
- H. a. angustifolius
- H. a. ovatus